# Réserve naturelle régionale des étangs de Belval-en-Argonne
La réserve naturelle régionale des étangs de Belval-en-Argonne (RNR250) est une réserve naturelle régionale située en Argonne, dans le département de la Marne et en région Grand Est. Classée en 2012, elle occupe une surface de 203,67 hectares.

## Localisation

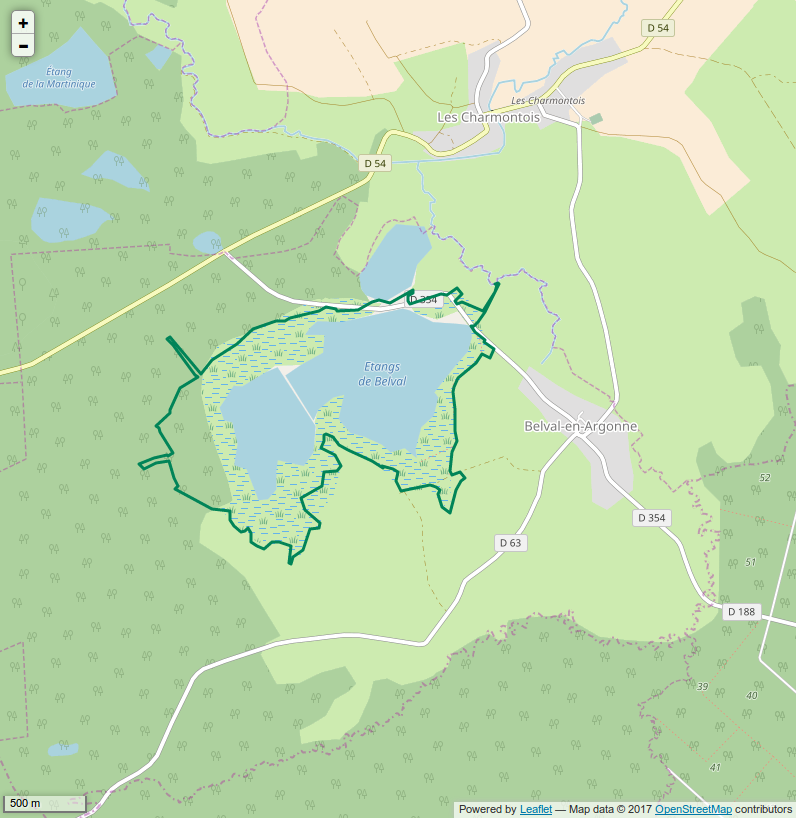
Périmètre de la réserve naturelle.

Le territoire de la réserve naturelle est dans le département de la Marne, sur la commune de Belval-en-Argonne. Il couvre 203,67 hectares et  regroupe un réseau de cinq étangs : le Petit et le Grand Normand au nord, l'Étang du Bas à l'est, l'Étang du Praillon au sud-ouest et l'Étang du Haut à l'ouest. L'ensemble est parfois simplement appelé « étang de Belval » au singulier. Cet ensemble fait partie des plus grands étangs du département.

## Histoire du site et de la réserve
L'étang de Belval remonte au XIIIe siècle, ce qui en fait l'un des plus anciens étangs de la Marne. Ce n'est qu'au XVIIIe siècle, lors de la construction de digues, qu'il est divisé en cinq étangs.

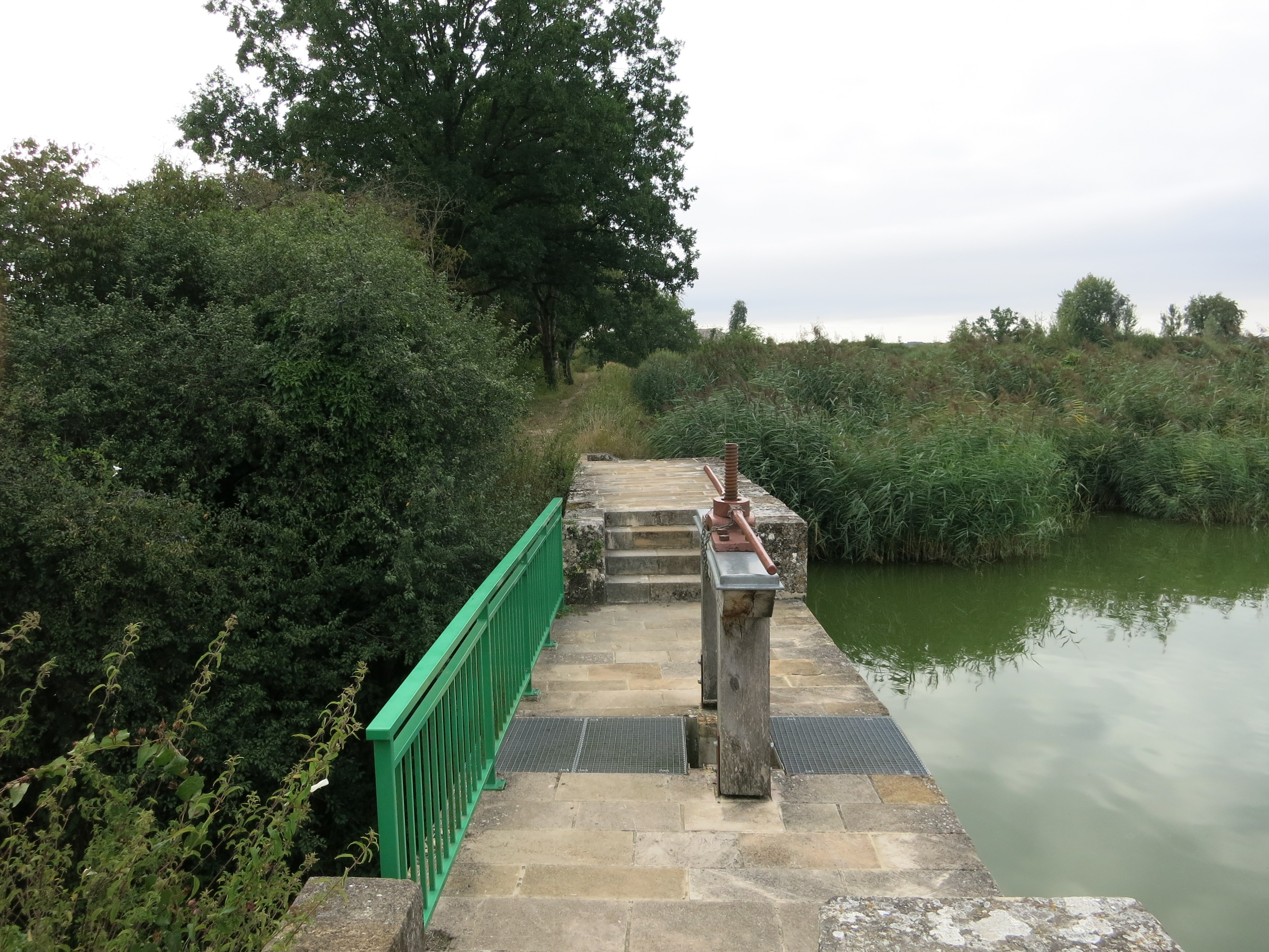

En 2007, l'étang de Belval est acheté par un agriculteur qui en assèche la majeure partie pour y cultiver du maïs. Des roselières et des bois humides autour de l'étang sont détruits. Face aux protestations de la commune de Belval-en-Argonne et aux associations de protection de la nature, l'agriculteur choisit de se retirer et vendre sa propriété.
Le 7 juillet 2009, l'étang est racheté pour 2 675 478 €. L'achat est financé à hauteur de 60 % par l'Agence de l'eau Seine-Normandie, 14 % par la région Champagne-Ardenne et 10 % par l'État. Les 15 % restants proviennent de l'association belge Natuurpunt, de la LPO, du Conservatoire du patrimoine naturel de Champagne-Ardenne (CPNCA) et de la commune de Belval-en-Argonne qui deviennent propriétaires en indivision des étangs.

## Écologie (biodiversité, intérêt écopaysager…)
Le site des étangs de Belval est connu de longue date parmi les naturalistes pour son avifaune liée aux milieux aquatiques. On y trouve des milieux très variés : roselières, boisements et prairies humides, friches…

### Flore
On y recense 273 espaces végétales. Parmi celles-ci, on en trouve six considérées comme très rares en Champagne-Ardenne : la catabrose aquatique, la laîche faux souchet, la patience des marais, la scirpe épingle et l'utriculaire commune.

### Faune
L'avifaune compte des espèces protégées au niveau national : Busard des roseaux, Butor étoilé, Blongios nain, Marouette ponctuée, Grue cendrée… Au moins 4 espèces de libellules sont remarquables : Grande æschne, Æschne isocèle, Agrion hasté, Cordulie à deux taches. Parmi les papillons rares, on compte le Cuivré des marais. Les amphibiens sont représentés par les Tritons crêté et ponctué.

## Intérêt touristique et pédagogique
La route D354 passant au nord-est permet d'avoir une vue d'ensemble de l'étang principal. Une aire de pique-nique et des panneaux d'information sont placés en bord de route.

## Administration, plan de gestion, règlement
La réserve naturelle est cogérée par le Conservatoire d'espaces naturels de Champagne-Ardenne et la Ligue pour la protection des oiseaux. Le plan de gestion 2012-2016 est en cours.

### Outils et statut juridique
La réserve naturelle régionale est créée le 9 juillet 2012. 
Les étangs de Belval appartiennent à la zone des étangs de la Champagne humide, classée par la convention de Ramsar, depuis 1991. Il constituent la ZNIEFF de type II « Massif forestier et étang de Belval » et forment avec l'étang d'Étoges, lui aussi sur le territoire communal de Belval-en-Argonne, la ZNIEFF de type I « Etangs de Belval et d’Etoges à Belval ».
Le site fait également partie d'autres zonages :
- ZICO « Etangs d’Argonne »
- SIC Natura 2000 : « Etangs de Belval, d’Etoges et de la Grande Rouillie »
- ZPS « Etang de Belval et d’Etoges »
- APPB « Etangs de Belval »[6],[2].